# La Roche-Derrien
La Roche-Derrien är en kommun i departementet Côtes-d'Armor i regionen Bretagne i nordvästra Frankrike. Kommunen ligger i kantonen La Roche-Derrien som tillhör arrondissementet Lannion. År 2018 hade La Roche-Derrien 1 111 invånare.

## Befolkningsutveckling
Antalet invånare i kommunen La Roche-Derrien
Referens:INSEE